# Patrick Primavesi
Patrick Primavesi (* 1965) ist ein Professor am Institut für Theaterwissenschaft der Universität Leipzig und seit 2017 dessen geschäftsführender Direktor.

## Berufliche Laufbahn
Bis 2008 war er wissenschaftlicher Assistent am Institut für Theater-, Film- und Medienwissenschaft der Goethe-Universität Frankfurt. In Zusammenarbeit mit Hans-Thies Lehmann war er maßgeblich an der Einrichtung des Master-Studiengangs Dramaturgie beteiligt.
Von 2013 bis 2019 bekleidete er die Position des Studiendekans der Fakultät für Geschichte-, Kunst- und Regionalwissenschaft an der Universität Leipzig.

## Forschung und Engagement
Er leitet seit 2016 zusammen mit Franziska Voss die AG ARCHIV in der Gesellschaft für Theaterwissenschaft. Ab 2021 engagiert sich Primavesi mit dem Schwerpunkt Datenstandards für die Performing Arts im DFG Konsortium NFDI4Culture.
Des Weiteren ist Primavesi im Vorstand des Tanzarchiv Leipzig e.V. tätig und fungiert als Stellvertretender Direktor des Centre of Competence for Theatre (CCT).
In Bezug auf seine Forschungstätigkeit liegen die Schwerpunkte von Primavesi in den Bereichen Geschichte und Theorie von Theater, Tanz und Performance sowie Repräsentationskritik, Transkulturalität und Öffentlichkeit, Bewegung im urbanen Raum und Archive in digitalen Umgebungen.

## Schriften (Auswahl)
- Patrick Primavesi: Heterotopien des Öffentlichen – Theater und Fest um 1800. In: Politik des Raumes. Brill | Fink, 2010, ISBN 978-3-8467-4989-0, S. 45–58.
- Patrick Primavesi: Das andere Fest. Theater und Öffentlichkeit um 1800. Campus Verlag, Frankfurt am Main, New York 2008, ISBN 978-3-593-38775-8.
- Hans-Thies Lehmann, Patrick Primavesi, Olaf Schmitt: Heiner Müller Handbuch. J.B. Metzler, Stuttgart 2003, ISBN 978-3-476-01807-6, doi:10.1007/978-3-476-05246-9 (springer.com [abgerufen am 13. Oktober 2023]).